# ادوارد جانسون سوم
ادوارد جانسون سوم (به انگلیسی: Edward Johnson III) (زاده ۲۹ ژوئن ۱۹۳۰) کارآفرین، سرمایه‌گذار و مدیر ارشد اجرایی آمریکایی است، که در حال حاضر به‌عنوان رییس هیئت مدیره شرکت سرمایه‌گذاری فیدلیتی فعالیت می‌نماید. این شرکت توسط پدر وی؛ ادوارد جانسون دوم تأسیس گردید و هم‌اکنون دختر او؛ ابیگیل جانسون نیز مدیرعاملی شرکت را برعهده دارد.